# Frankowo (Zbójenko)
Frankowo – nieoficjalna kolonia wsi Zbójenko w Polsce w województwie kujawsko-pomorskim, w powiecie golubsko-dobrzyńskim, w gminie Zbójno.
Miejscowość leży na Pojezierzu Dobrzyńskim.
W latach 1975–1998 miejscowość administracyjnie należała do województwa włocławskiego.